# 暫定ツングース中央政府
暫定ツングース中央政府(ざんていツングースちゅうおうせいふ、ロシア語: Временное Центральное Тунгусское Национальное Управление), 一般的には ツングース共和国 (ロシア語: Тунгусская республика)と呼ばれる)は1924年7月から1925年5月にかけて主にオホーツク地方とヤクート自治ソビエト社会主義共和国東部に存在した短命の独立承認されていない分離主義国家である。

## 概要

### 成立前
1922年4月,オホーツク地方はヤクートASSRから分離され、沿海地方とカムチャツカ地方に移管された。その結果、新経済政策の下、ヤクートで新しい軍事政治路線が追求された。しかしオホーツク海岸では、地元の党、ソビエトの指導者とOGPUの機関は、 「戦時共産主義」の時代で、住民に対する恐怖政策を継続していた。
チェキストは、女性、子供、老人が隠れているツングース族のパオを砲撃で一掃し、平和な狩人や漁師を乗せた樹皮製のボートを機関銃で沈めた。さらには先住民に羽毛、武器、薪、犬、皮をむいた木の樹皮など、ほとんどすべてに法外な「税金」を課した。1919年から1923年にかけて白衛軍が築いた負債を取り上げるようになった。ソ連政府の代表は、ツングース族の習慣や文化が分からなかった。
国民学校は無く、共同機関である検察庁の構成には先住民代表はいたが、ソ連側の通訳が不足していた。

### 引用
1. ↑  Pesterev 1993, pp. 102–103
2. ↑  Antonov 1995, p. 94